# کیم وو جین
کیم وو-جین (هانگول: 김우진; زاده ۲۰ ژوئن، ۱۹۹۲) یک ورزشکار کره جنوبی در تیراندازی با کمان است.
در مسابقات تعیین رنکینگ رقابت‌های تیراندازی با کمان آقایان بازی‌های المپیک ۲۰۱۶ ریو، «کیم وو جین» رکورد دنیا و المپیک را بهبود بخشید. این ورزشکار تیراندازی با کمان کره جنوبی موفق شد رکورد ۷۰۰ امتیاز را به ثبت برساند.